# Louis-Gustave Bérard
Louis-Gustave Bérard, francoski general, * 1886, † 1968.